# Sugiura chengshanense
Sugiura chengshanense är en nässeldjursart som först beskrevs av Ling 1937.  Sugiura chengshanense ingår i släktet Sugiura och familjen Sugiuridae. Inga underarter finns listade i Catalogue of Life.